# 骷髏海岸
骷髏海岸是一片位於非洲納米比亞西側、北方鄰接安哥拉、南方邊界在斯瓦科普河一帶，境內為納米比沙漠的海岸。
此海岸的名稱，來自於過去人類在此地進行的捕鯨作業、獵捕海獅等動物留下的骨骸，而流傳的俗名。之後美國作家約翰·亨利·馬許（John Henry Marsh）在1944年發表的著作《骷髏海岸》（Skeleton Coast），內容是描述1942年英國貨輪MV Dunedin Star於此地發生船難後的救援事跡，此書籍發表後，讓「骷髏海岸」這個俗名廣為人知。

## 地理

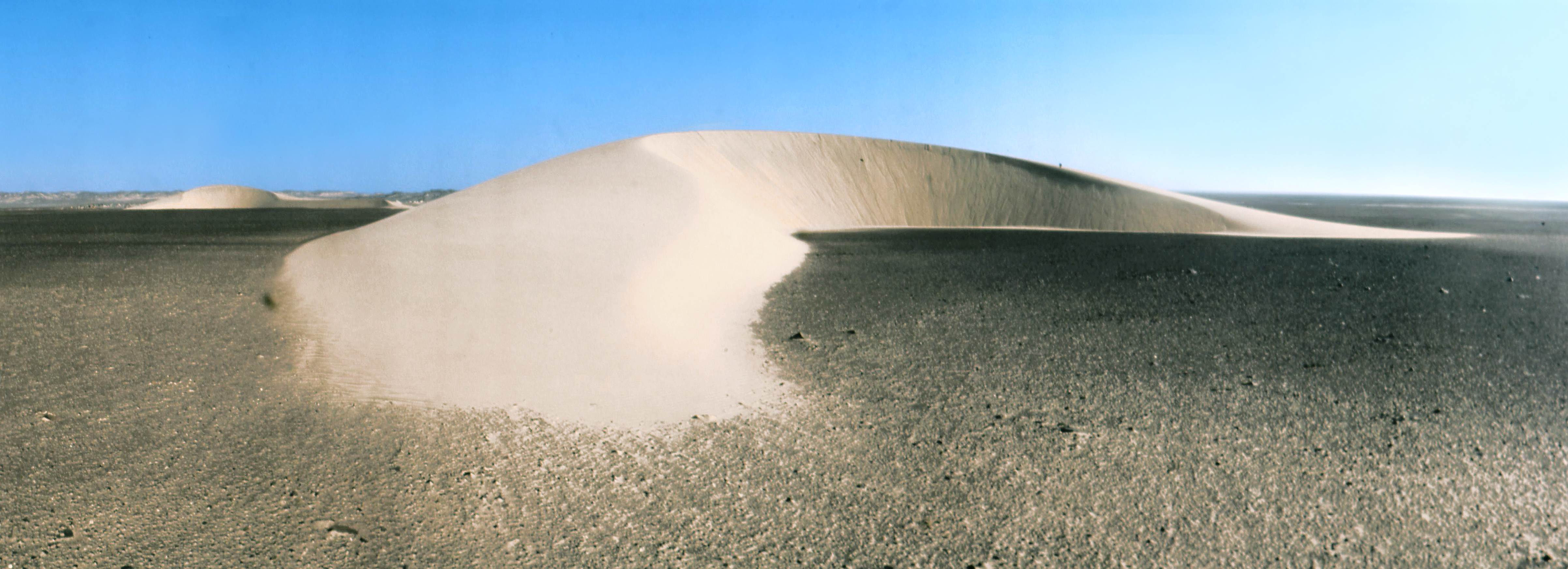
在骷髏海岸的一座沙丘。

骷髏海岸的範圍，是以切分納米比亞與安哥拉的庫內納河出海口由北往南約500公里至斯瓦科普河一帶，東到西寬度約40公里的海岸線區域。
此段海岸線為納米比沙漠的一部分，在離岸邊不遠處有遍布高度約100公尺的沙丘。因沿岸是本格拉寒流流經的路線，海面上常有巨浪或是濃霧產生。
氣溫上骷髏海岸屬於乾燥氣候，全年在白晝的平均溫度為20多度，降雨量每月均低於20毫米。
因環境險惡，歷史上有不少船隻在骷髏海岸撞上海面的岩石後沉沒，或因濃霧擱淺在海灘上發生事故。當地的原住民桑人將此處稱為「神在震怒之下創造的土地」，過去的葡萄牙水手也將此地稱為「地獄的沙灘」（as Areias do Inferno）。

## 船難
目前記載到最早發生在骷髏海岸的船難，是西元1533年期間一艘名為「慈悲耶穌」（Bom Jesus）的葡萄牙商船，在靠近奧蘭治蒙德一帶的海岸撞上岩石後沉沒。
現今在骷髏海岸已累積有百艘以上的船骸，近代發生的事故有2008年8月25日於亨蒂斯灣一帶擱淺的印度船隻Zeila，或是2018年3月22日日本漁船第七福積丸擱淺在烏加河附近海面等等。
- 英國貨輪MV Dunedin Star在1944年於骷髏海岸發生船難後殘留下來的船體
- 2008年在骷髏海岸的亨蒂斯灣一帶擱淺的船隻Zeila
- 西南海豹號（Southwest Seal）在1976年遭遇事故遺留的船骸

## 生態
骷髏海岸沿岸是非洲毛皮海獅的棲息地之一，在海岸平面出沒的動物有非洲象、豚尾狒狒、鬣狗、獅子、長頸鹿等。生長的植物以能儲存水份的多肉植物為主，以及靠海面吹來的水氣存活的百歲蘭、地衣諸類。
納米比亞律師盧·史庫曼（Louw Schoeman）在1971年提議將骷髏海岸成立為國家公園，現今骷髏海岸國家公園為佔地面積約16000多平方公里的保護區域。
- 群聚在骷髏海岸的非洲毛皮海獅。
- 在海岸附近活動的黑背胡狼。
- 骷髏海岸國家公園的二歧樹蘆薈。

## 文化引用
除了有約翰·亨利·馬許以此海岸發生的船難為題材撰寫的小說之外，1968年的英國電影《A Twist of Sand》，便是骷髏海岸為背景的冒險電影。其他像電視劇《壯遊》於2016年播出的第一季第七集，或是2024年電視劇《異塵餘生》，都有在骷髏海岸取景。

## 外部連結
- 納米比亞指南的骷髏海岸介紹頁面 （页面存档备份，存于）